# Takcer
Takcer vagy Tengszter (tibetiül: felső falu) a nyugat-kínai Csinghaj (Qinghai) tartományban található falu (tibeti Amdó régió).
Takcer eredetileg az eggyel nagyobb méretű Balangca faluhoz tartozó legelő volt, mintegy kétórányi járásra a völgyben. Ide hordták a jószágokat legelni nyaranta, hogy bőven adjanak tejet. Később házak is épültek a területen, amikor az emberek rájöttek, hogy az ideális lenne földművelésre is. Mintegy harminc házikó állt már, amikor Tendzin Gyaco, a 14. dalai láma született (1935).
A falu Labrang kolostortól érkező Xining felé vezető úton helyezkedik el, amely a helyi kínai kormányzat adminisztrációs központja volt.
Takcer a kínai Hongya falu tibeti elnevezése  (红崖村, Hongaizi a helyi dialektusban). Annak ellenére, hogy már évszázadok óta kínai nyelvterületen helyezkedik el, a tibeti Amdó régióhoz tartozik. Gyakran tévesen helyezik Takcert a neves Kumbum kolostor közelébe, pedig az 27 km-re található keleti irányban.

## Népesség

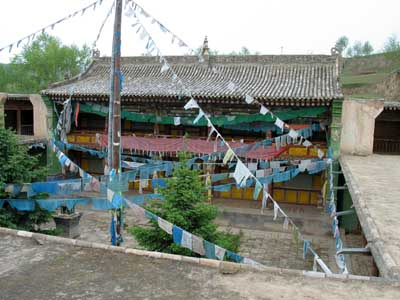
Ebben a házban született a 14. dalai láma

Jóllehet a „Takcer” elnevezés azokra az időkre utal, amikor még a legkorábbi tibetiek laktak ott, a faluban élők többsége a Csing-dinasztia óta (1644) a huik.
1935-ben, amikor a falu még a muzulmán hadúr, Ma Bufeng ellenőrzése alá tartozott, 17 háztartásból 15 tibeti volt. 1985-ben 40 2002-ben pedig már 50 család élt a településen.
2009-ben a falunak 256 lakosa volt. A lakosság 70%-a rendelkezik televízióval és vonalas telefonnal. Ezen felül a falu lakosainak van összesen 10 mobiltelefonja, 16 motorbiciklije és egy autója, viszont senkinek sincs még internete.

## A 14. dalai láma szülőhelye
A falu hírnevét onnan szerezte, hogy itt született Tendzin Gyaco, a 14. dalai láma 1935-ben. Ugyanitt született bátyja is, Tubten Dzsigme Norbu, akiben a 13. Dalai Láma felfedezte a nagy Takcer rinpocse láma reinkarnációját.

## A 4. karmapa kolostora

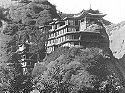
Sadzong Ritro kolostorát a 14. században alapította a 4. karmapa

Takcertől 7 km-re, egy hegycsúcson áll Sadzong Ritro kolostora, amelyet a 4. karmapa (1340-1383) alapított a 14. század elején. Ebben a kolostorban fogadott esküt Congkapa a 4. karmapa előtt. Kínai útjáról hazafelé a 13. dalai láma a kolostorban időzött.
Tubten Dzsigme Norbu szerint a kínai polgárháború után, 1949-ben a kommunisták kifosztották és elpusztították, amit csak értek a Sadzong Ritro épületeiben.